# 304e régiment d'artillerie
Pour les articles homonymes, voir 304e régiment.
Le 304e régiment d'artillerie est un régiment de l'Armée de terre française.
Le 304e régiment d'artillerie lourde existe brièvement à la fin de la Première Guerre mondiale, de mars à août 1918. Le 304e régiment d'artillerie portée est créé en 1924 à la suite du passage à la réserve du 57e régiment d'artillerie, puis dissous en 1929. Il est recréé en 1939 et combat pendant la bataille de France de 1940.

## Création et différentes dénominations
- mars 1918 : création du 304e régiment d'artillerie lourde
- août 1918 : dissolution
- janvier 1924 : création du 304e régiment d'artillerie portée à partir du 57e régiment d'artillerie de campagne portée
- mai 1929 : dissolution
- août 1939 : 304e régiment d'artillerie portée
- juin 1940 : dissolution

## Chefs de corps
- 1924 - 1926 : lieutenant-colonel Arnaud[1]
- 1926 - 1928 : lieutenant-colonel (puis colonel) Guillemont (sl)[2]
- 1928 - 1929 : lieutenant-colonel d'Albat
- 1939 - 1940 : colonel Ribaucour[3]
- 1940 : chef d'escadron (puis lieutenant-colonel) Bizieux[3]

## Historique des combats et garnisons

### Première Guerre mondiale
Le 304e RAL existe brièvement de mars à août 1918, dans le cadre de la réorganisation de l'artillerie lourde hippomobile.
Ainsi, le 2e groupe est créé par renommage du 7e groupe du 104e RAL. Il devient en juillet 1918 le 1er groupe du 303e régiment d'artillerie lourde.

### Entre-deux-guerres
Le 304e régiment d'artillerie portée est créé le 1er janvier 1924 à partir du 57e régiment d'artillerie de campagne portée. Il est rattaché au 5e corps d'armée et caserné à Vendôme puis il est dissous en 1929. Ses éléments rejoignent le 306e régiment d'artillerie portée de Fontainebleau.
- Au 304e RAP en 1925

Au en 1925
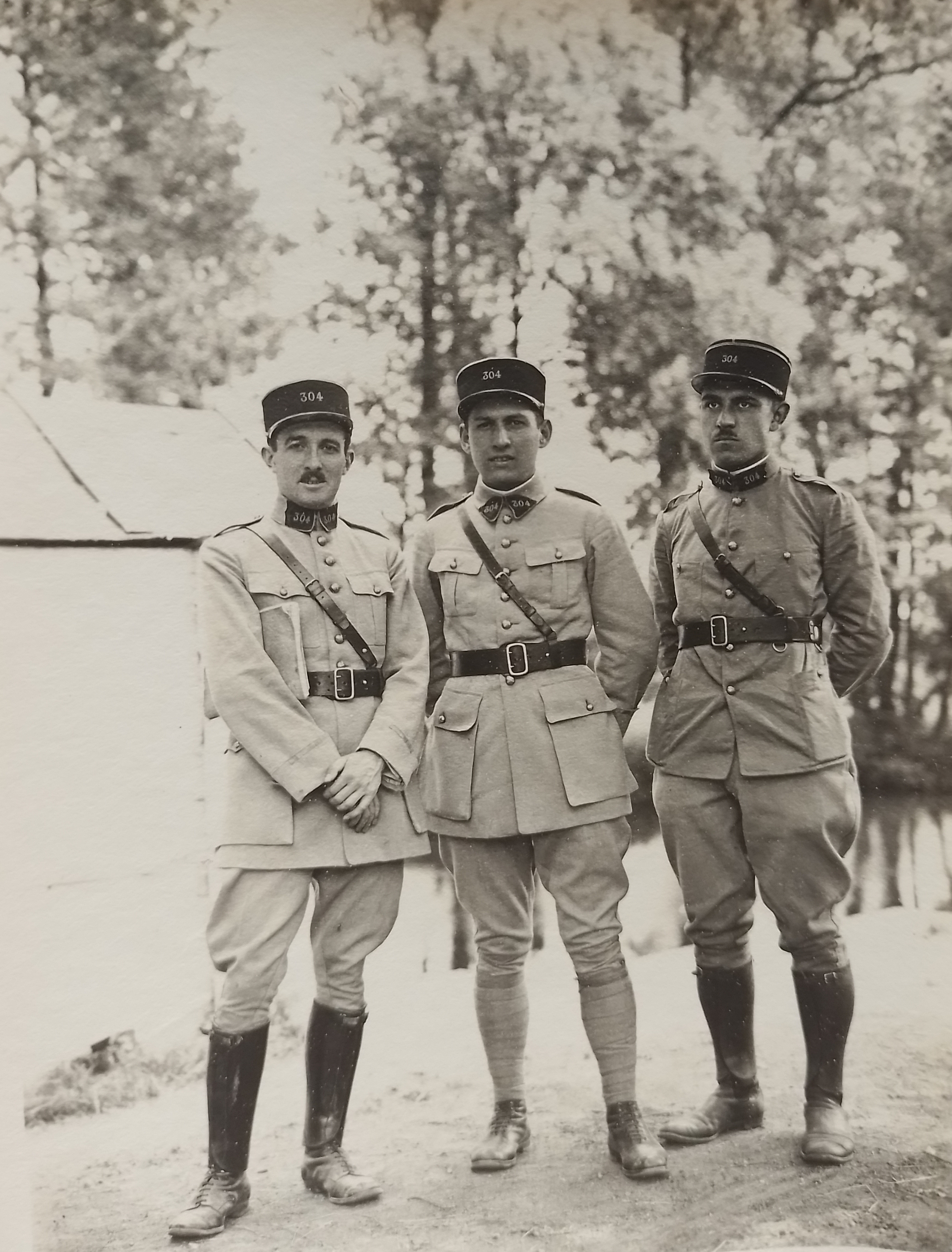
Trois sous-officiers
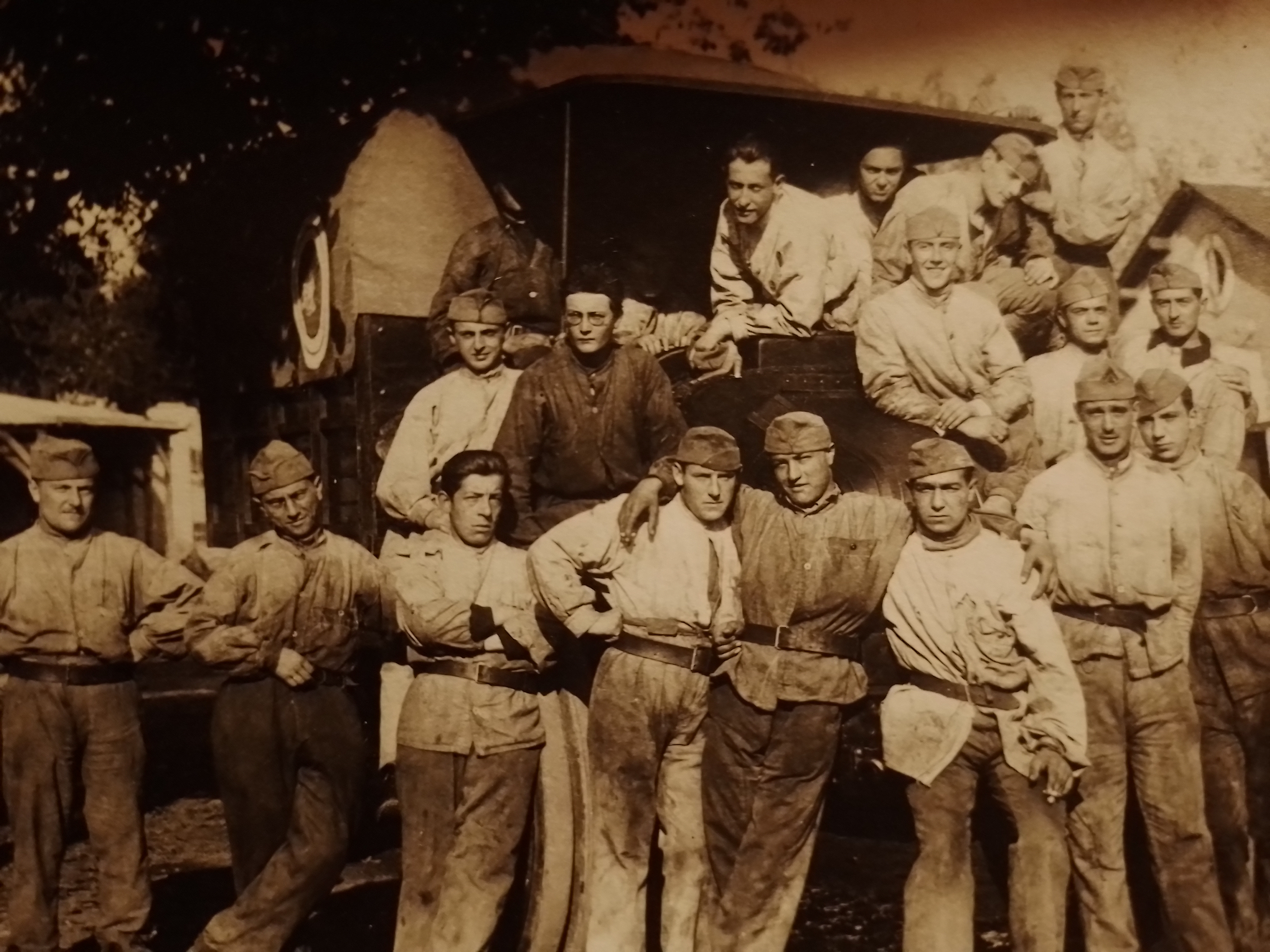
Photographie de groupe
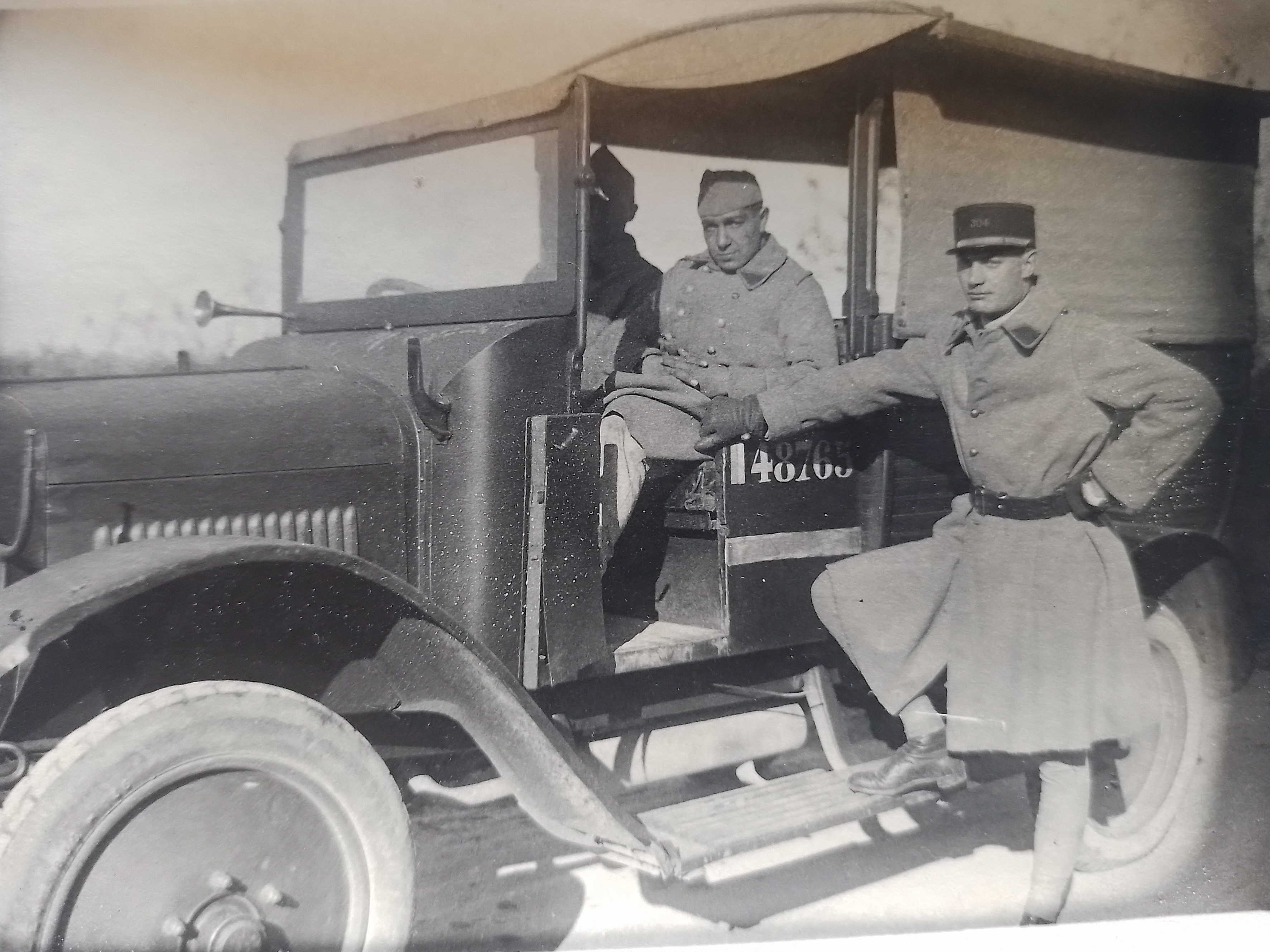
Break d'instruction Berliet VFD
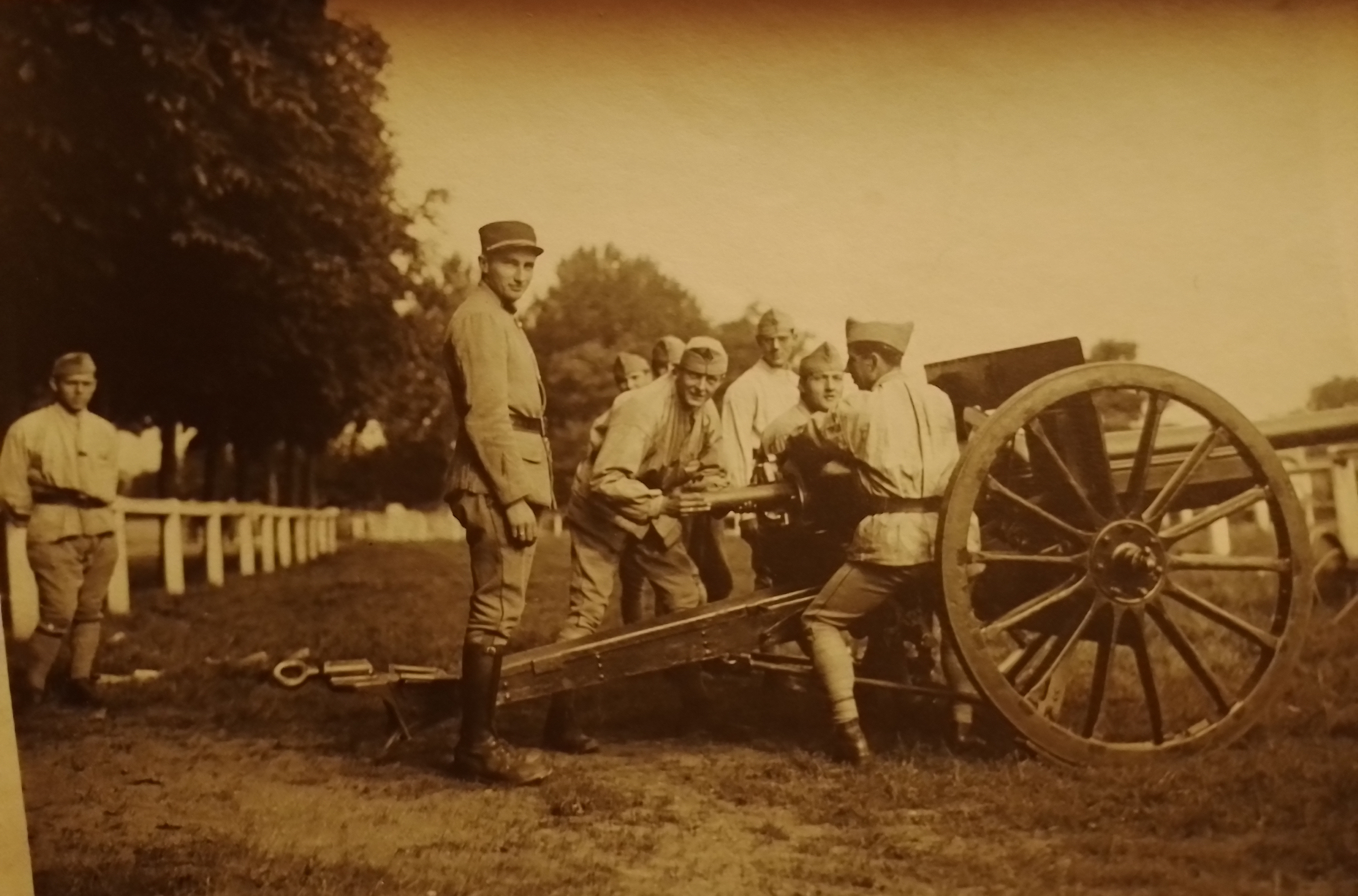
Entraînement au canon de 75

### Seconde Guerre mondiale
Le 304e régiment d'artillerie portée est mis sur pied par le centre de mobilisation de l'artillerie no 303 de Rouen. Il est équipé de trois groupes de canons de 75 modèle 1897 portés, avec des tracteurs porteurs datant des années 1910-1920, complétés par la réquisition de camions civils. Il est d'abord affecté à la 3e armée,.
Le 21 mai 1940, il quitte les arrières de la Ligne Maginot où il était stationné pour rejoindre le front de la Somme : les Ier et IIe groupes à la 19e division d'infanterie et le IIIe groupe à la 13e division d'infanterie. Pendant la bataille de la ligne Weygand le 5 juin 1940, les  Ier et IIe groupes défendent Lihons dans la Somme, avec la 19e division d'infanterie et, en lien avec les fantassins, les artilleurs font 150 prisonniers allemands,,. Le IIIe groupe couvre avec succès le repli de la 13e DI vers la Loire.

## Traditions

### Étendard

Dessin du revers de l'étendard du.

Il porte, cousues en lettres d'or dans ses plis, les inscriptions suivantes :
- Vitry 1914
- Les Monts 1917
- L'Ailette 1918

Ces inscriptions sont reprises du 57e régiment d'artillerie.

### Décorations
Le 304e RAP garde la fourragère aux couleurs de la croix de guerre 1914-1918 gagnée par le 57e régiment d'artillerie de campagne.

## Personnalités célèbres
- Jean Micoud, résistant tué en 1944, sert au 304e RAL en 1918[17]

## Sources et bibliographies
- Ceux du 304e RA dans la bagarre, Imprimerie de la vallée d’Eure, 1952 (1re éd. 1940).
- André Ringenbach, Six années pour la patrie, 1939-1945, Rouen, Auto-édition, 1967 (ISBN 978-2-307-08763-2, lire en ligne).